# Amon Tobin
Amon Adonai Santos de Araujo Tobin, noto come Amon Tobin (Rio de Janeiro, 7 febbraio 1972), è un musicista e disc jockey brasiliano, conosciuto per i suoi brani dalle sonorità corpose e varie, ottenuti mescolando campionamenti jazz, dub e samba ma – più recentemente – spesso nati da manipolazioni di strumenti registrati in studio.

## Biografia
Ha inciso quattro EP e un album, Adventures in Foam, sotto lo pseudonimo di Cujo (un pronome in lingua portoghese), prima di firmare per la Ninja Tune.
Con quest'ultima label ha ripubblicato Adventures in Foam con una nuova copertina ed alcuni accorgimenti. Il disco è stato poi nuovamente pubblicato dalla Ninja Tune anche nel 2002.
Tra il 1997 ed il 2002 Tobin ha pubblicato tre dischi: Bricolage nel 1997, Permutation nel 1998 e Supermodified nel 2000. Con questi lavori l'artista ha ricevuto il plauso della critica, ricevendo anche alcune votazioni molto rare come il 10/10 di Wayback Machine per Bricolage
Nel 2002 Tobin si è trasferito a Montréal, in Canada e ha prodotto il suo quinto album, Out from Out Where, uscito nello stesso anno. Il primo singolo estratto da questo disco è Verbal.
Nel gennaio 2004 ha firmato un contratto con la Ubisoft (nota casa produttrice di videogiochi) per comporre la colonna sonora di alcuni videogames come Tom Clancy's Splinter Cell: Chaos Theory, incisa nel 2005.
Il suo sesto album Foley Room è uscito nel 2007. Questo lavoro è stato registrato tra Montreal, Seattle e San Francisco con l'ausilio di fonti non convenzionali quali motociclette, tigri e insetti. Al disco hanno partecipato anche Stefan Schneider (Kronos Quartet) e l'arpista Sarah Pagé. Parallelamente sono stati pubblicati il singolo Bloodstone (su iTunes mesi prima delle altre canzoni inserite nel disco) e il DVD Foley Room: Found Footage, con documenti relativi al processo di registrazione.
Nel periodo 2008-2010 ha nuovamente lavorato per videogiochi come inFamous e Tom Clancy's Splinter Cell: Conviction.
Nell'aprile 2011 (maggio in formato fisico) ha pubblicato il suo settimo album, dal titolo ISAM. In quest'esperienza è affiancato dall'artista visiva Tessa Farmer, che realizza la copertina, che accompagna il musicista in tour e che trasforma l'album in una sua collezione.

## Stile e influenze
Dall'album Bricolage in poi l'artista è particolarmente apprezzato per le tecniche di campionamento e per il gran uso del jazz e del dub. Con Permutation si è avvicinato al breakbeat ed alla jungle. Lo spettro stilistico di Out From Out Where comprende anche rock, musica classica e musica etnica.
Tra le influenze di Tobin vi sono soprattutto le musiche di colonna sonora di registi quali David Lynch, fratelli Coen, Dario Argento e Roman Polański.

## In altri media
La musica di Tobin è spesso utilizzata nello show televisivo dedicato ai motori Top Gear. La sua canzone Four Ton Mantis è presente in alcuni spot come quelli per Nissan Qashqai e Juke.
Vari brani di Amon Tobin sono stati utilizzati come parti integranti di colonne sonore per vari film. Tra questi, da ricordare almeno Intervento Divino di Elia Suleiman (2001), in cui compare il brano Easy Muffin, tratto dall'album Bricolage. Nel film Paradiso + Inferno di Neil Armfield (2006) si può sentire il singolo Slowly. Nel film 21 è presente il brano Always.
L'intera colonna sonora del videogioco Splinter Cell: Chaos Theory è stata composta dall'artista brasiliano.

## Discografia

### Album in studio
- 1996 - Adventures in Foam (come Cujo)
- 1997 - Bricolage
- 1998 - Permutation
- 2000 - Supermodified
- 2002 - Out from Out Where
- 2005 - Chaos Theory - Splinter Cell 3 Soundtrack
- 2007 - Foley Room
- 2011 - Chaos Theory Remixed - Splinter Cell 3D Soundtrack
- 2011 - ISAM
- 2019 - Fear in a Handful of Dust
- 2019 - Long Stories
- 2021 - How Do You Live

### Collaborazioni e live
- 2003 - Verbal Remixes & Collaborations
- 2004 - Solid Steel Presents Amon Tobin: Live
- 2006 - Peeping Tom

### EP e Singoli
- 1995 - Curfew (come Cujo)
- 1996 - The Remixes (come Cujo)
- 1996 - Creatures
- 1997 - Chomp Samba
- 1997 - Mission
- 1997 - Pirahna Breaks
- 1998 - Like Regular Chickens (Danny Breaks & Dillinja Remixes)
- 2000 - 4 Ton Mantis
- 2000 - Slowly
- 2002 - East To West
- 2002 - Verbal
- 2004 - Angel Of Theft (come Player)
- 2005 - The Lighthouse
- 2007 - Bloodstone
- 2008 - Taxidermia EP
- 2010 - Sunhammer feat. Noisia
- 2015 - Dark Jovian